# فنتون كولز
فنتون كولز (بالإنجليزية: Fenton Coles)‏ هو لاعب اتحاد الرغبي بريطاني، ولد في 14 سبتمبر 1937 في Blaenavon ‏ في المملكة المتحدة.